# Friedrich Moritz von Wagemann
Friedrich Moritz Freiherr von Wagemann (auch Moriz) (* 1778 in Pisek; † 31. Juli 1855 in Wien) war ein österreichischer Jurist.

## Leben
Friedrich Moritz Freiherr von Wagemann wurde als Sohn des 1793 in einem der Koalitionskriege gestorben Soldaten Karl Wagemann geboren.
Er studierte Rechtswissenschaften in Prag und trat 1796 als Akzessist des böhmischen Appellationsgericht in den Justizdienst ein. 1801 wurde er Auscultant, 1804 Sekretär und 1806 Rat beim Böhmischen Landrecht. 1818 wurde er Appellationsrat. 1819 wurde er zum Mainzer Zentraluntersuchungskommission entsandt. 1826 wurde er zum Hofrat ernannt, 1827 zum Wirklichen Hofrat bei der Obersten Justizstelle (Dienstantritt: 25. April 1828). 1830 wurde er Oberstlandrichter und Landrechtspräsident im Königreich Böhmen mit gleichzeitiger Erhebung in den Freiherrnstand. Ihm wurde das böhmische Inkolat erteilt und er wurde Geheimer Rat. Von 1833 bis 1838 war er österreichischer Bevollmächtigter und Präsident der Frankfurter Bundeszentralbehörde. Danach kehrte er auf seinen alten Posten zurück. 1841 wurde er Landrechtspräsident in Wien, wo er 1855 starb.